# Botryotinia squamosa
Botryotinia squamosa Vienn.-Bourg. – gatunek grzybów z rodziny twardnicowatych (Sclerotiniaceae).

## Systematyka i nazewnictwo
Pozycja w klasyfikacji według Index Fungorum: Botrytinia, Sclerotiniaceae, Helotiales, Leotiomycetidae, Leotiomycetes, Pezizomycotina, Ascomycota, Fungi.
Synonimy:
- Botrytis squamosa J.C. Walker 1925
- Sclerotinia squamosa (Vienn.-Bourg.) Dennis 1956

## Morfologia
Grzyb mikroskopijny. Jego anamorfa znana jest jako Botrytis squamosa. Pasożyt i saprotrof występujący w tkankach porażonych roślin i na ich obumarłych resztkach. Na powierzchni porażonych roślin tworzy szary nalor złożony z konidioforów i zarodników konidialnych.
Na porażonych i pozostających w glebie resztkach roślin wytwarza sklerocja. Kiełkują one na wiosnę i wytwarzają bezpłciowo ogromną ilość konidiów dokonujących infekcji pierwotnej młodych roślin. Na sklerocjach czasami wytwarzane są także apotecja, w których na drodze płciowej powstają askospory. Nie odgrywają one większej roli w rozprzestrzenianiu choroby. Sklerocja mogą przetrwać w glebie do 21 cm na głębokości poniżej 15 cm.

## Znaczenie
Gatunek rozprzestrzeniony w Europie, USA, Azji i Australii Wśród roślin uprawnych poraża cebulę, czosnek i pora. Wraz z innymi patogenami wywołuje u nich chorobę o nazwie zgnilizna szyjki cebuli.